# Freddy Cole
Freddy Cole, Lionel Frederick Cole (Chicago, 15 de octubre de 1931 - Atlanta, 27 de junio de 2020), fue un cantante y pianista estadounidense de jazz. El grupo de Freddy llevó un cuarteto con Randy Napoleon en la guitarra, Curtis Boyd en los tambores y Elias Bailey en bajo.

## Biografía
Hermano pequeño de Nat King Cole y tío de Natalie Cole, Freddy Cole suena de forma parecida a su hermano aunque demuestra personalidad propia. De voz más bien oscura y ligeramente ronca, Freddy empezó a tocar el piano a los cinco o seis años. Estaba interesado en jugar al fútbol de forma profesional, pero decidió iniciar su carrera como músico tras un accidente en una mano que puso fin a su carrera deportiva.
Debutó en vinilo en 1952, cuando grabó el tema «The Joke's on Me» para el sello de Chicago Topper Records. Su siguiente sencillo, "Whispering Grass", en el sello OKeh, de Columbia, tuvo un cierto éxito en 1953.
Durante los años sesenta y setenta desarrolló su carrera siempre en discográficas pequeñas. Fundó su propio sello en los ochenta, First Shot, y a comienzo de los noventa grabó para Sunnyside y LaserLight. Pocos años después, firmó con Fantasy y adquirió más resonancia con Grand Freddy. Hacia el año 2000, Cole firmó con Telarc y realizó Merry-Go-Round, seguido de Rio de Janeiro Blue en 2001. In the Name of Love apareció dos años después y es una aproximación pop a varios éxitos de Smokey Robinson, Bonnie Raitt y Van Morrison entre otros.
En 2006 salió un documental (21 minutos) llamado "The Cole Nobody Knows", que incluye entrevistas con jazzistas como Monty Alexander entre otros. Véase también el enlace IMDb.

## Discografía
Los títulos destacados en negrita son considerados esenciales por la crítica
- 1978 - One More Love Song (Decca)
- 1990 - I'm Not My Brother, I'm Me (Sunnyside)
- 1992 - Live at Birdland West (LaserLight)
- 1993 - This Is the Life (Muse)
- 1993 - A Circle of Love (Fantasy)
- 1994 - Always		(Fantasy)
- 1994 - I Want a Smile for Christmas		(Fantasy)
- 1996 - Live at Vartan Jazz	 	(Vartan Jazz)
- 1996 - It's Crazy, But I'm in Love	 	(After 9)
- 1997 - To the Ends of the Earth		(Fantasy)
- 1998 - Love Makes the Changes (Fantasy)
- 1999 - Le Grand Freddy		(Fantasy)
- 2000 - Merry-Go-Round		(Telarc)
- 2001 - Rio de Janeiro Blue		(Telarc)
- 2003 - In the Name of Love		(Telarc)
- 2004 - Waiter, Ask the Man to Play the Blues (GRP)
- 2005 - This Love of Mine		(Highnote)
- 2006 - Because of you (Highnote)
- 2009 - Live at Dizzy's: The Dreamer in Me (Highnote)
- 2010: Freddy Cole Sings Mr. B (Grammy-nominated)
- 2011: Talk to Me
- 2013: This and That
- 2014: Singing The Blues
- 2016: He Was the King (HighNote)